# Toshiba Pasopia
Toshiba PASOPIA (PASOPIA) је кућни рачунар, производ фирме Toshiba који је почео да се израђује у Јапану током 1981. године.
Користио је Z80A као централни микропроцесор а RAM меморија рачунара PASOPIA је имала капацитет од 64 kb. 

## Детаљни подаци
Детаљнији подаци о рачунару PASOPIA су дати у табели испод.
|                       | |
| [ 1 ]                 | |
| Произвођач            | |
| Тип                   | кућни рачунар |
| Меморија              | 64 |
| Поријекло             | Јапан |
| Година                | 1981 |
| Тастатура             | тастатура са пуним помаком тастера, стандард, 90 тастера, одвојена нумеричка тастатура, 8 функцијских тастера (16 функција) |
| Процесор              | |
| Фреквенција процесора | 4 |
| RAM                   | 64 |
| ROM                   | 32 |
| Текст                 | 80 x 20, 80 x 25, 36 x 24, 36 x 19                                                                                          |
| Графика               | 160 x 100, 640 x 200 |
| Боја                  | 8 (црна, плава, црвена, пурпурна, зелена, цијан, жута и бијела)                                                             |
| Звук                  | 3 октава (уграђени звучник)                                                                                                 |
| Димензије             | 420 x 253 x 99,5 |
| Портови               | |
| Оперативни систем     | |